# Montchamp, Calvados

Montchamp este o comună în departamentul Calvados, Franța. În 1 ianuarie 2018 avea o populație de 545 de locuitori.